# عباس سلیمی
عباس سلیمی (زاده ۲۸ تیر۱۳۳۲) قاری قرآن، ادعیه و تواشیح که به اجرای برنامه‌های قرآنی در صدا و سیما می‌پردازد.
وی اولین برگزیده مسابقات بین‌المللی قرآن کریم مالزی در بعد از انقلاب (۱۳۵۷) است.

## زندگی‌نامه
عباس سلیمی در ۲۸  تیر۱۳۳۲ در یکی از محله‌های جنوب تهران دیده به جهان گشود. از همان دوران کودکی و قبل از ورود به دبستان با جلسات قرآن، آشنا می‌شود.
تحصیلات خودرا در رشته حقوق تا مقطع کارشناسی در دانشکدهٔ علوم قضایی تهران و پس از آن تا سطح کارشناسی ارشد در رشتهٔ علوم جزا و جرم‌شناسی ادامه داد.
در سال ۵۶ به عنوان قاری قرآن در محضر استاد خود جعفر سبحانی در مراسم حج تمتع حضور یافت. پس از انقلاب در سال ۵۸ به عنوان اولین نماینده جامعه قرآنی ایران اسلامی عازم مسابقات بین‌المللی مالزی شد و به عنوان نفر اول برگزیده شد. وی در سال ۶۱ نیز به عنوان اولین داور ایرانی به مسابقات بین‌المللی کشور مالزی اعزام شد و در آن مسابقات قضاوت کرد.

## آثار
از جمله آثار او تلاوت‌های قرآن، اذان، آلبوم تواشیح النور که به همراهی محمد اصفهانی تک خوانی‌های آن انجام شد، می‌توان اشاره کرد.

## افتخارات
- رتبه اول مسابقات بین‌المللی قرآن کریم مالزی سال ۱۳۵۸ [۲]
- رتبه دوم مسابقات بین‌المللی قرآن کریم جمهوری اسلامی ایران سال ۱۳۶۲ [۷]
- اولین داور ایرانی مسابقات بین‌المللی قرآن کریم مالزی سال ۱۳۶۲ [۷][۲]

## مسئولیت‌ها
از جمله مسئولیت‌هایی که عباس سلیمی بر عهده داشته:
- عضویت در هیأت امنا دارالتحفیظ القرآن الکریم
- عضویت در هیئت امنا مؤسسه قرآن و عترت
- مشاور فرهنگی فرماندار شهر ری تا سال ۱۳۷۲
- مسئول کمیته قرآن شورای هماهنگی تبلیغات اسلامی
- رئیس دانشکده علوم و فنون فارابی ارتش جمهوری اسلامی ایران
- معاون فرهنگی و امور زائران آستان عبدالعظیم حسنی[۹]